# Трапани (провинция)
Тра́пани (итал. Provincia di Trapani) — провинция в Италии, в области Сицилия. Граничит с провинциями Палермо и Агридженто. Находится на северо-западе острова Сицилия и Эгадских островах. Имеет протяжённую береговую линию, омываемую Тирренским морем.

## История
Античное название этих мест было Дрепанон (лат. Drepanon, греч. Δρέπανον). 
5 мая 1860 года Джузеппе Гарибальди вместе с 1200 добровольцами высадился в порту Марсалы в Трапани, с чего и началось объединение Италии, приведшее к возникновению единой Италии нового времени.

## Экономика
Исторически провинция была известна добычей соли, рыболовством, впоследствии — рыбоконсервной промышленностью. Как и везде на юге Италии, основой экономики было сельское хозяйство. В современной экономике имеет значение туризм и банковское дело. В городе Марсала развито виноделие, мукомольное и макаронное производство, обработка коры пробкового дерева.
В Трапани находится небольшой аэропорт Винченцо Флорио Трапани—Бирджи — гражданский, но используется также и для военных нужд. 
Порты — Трапани и Марсала.

## Кухня Трапани
Как наследие периода арабского правления на Сицилии в Трапани остался и до сих пор популярен кус-кус. В Сан-Вито-Ло-Капо ежегодно в сентябре[уточнить] проходит сагра (фестиваль) кус-куса. Также популярны рыбные блюда, например тунцовое рагу по-трапанийски (итал. ragu di tonno alla trapanese.

## Достопримечательности
На месте прежней добычи соли между городами Трапани и Пачеко располагается природный заповедник «Салины Трапани и Пачеко» (итал. Riserva naturale integrale Saline di Trapani e Paceco).